# Szlovák Tudományos Akadémia Központi Levéltára
Az SZTA Központi Levéltára (szlovákul Ústredný archív Slovenskej akadémie vied) a Szlovák Tudományos Akadémia specializált intézménye. A szlovákiai országos levéltári hálózatban az úgynevezett specializált levéltárak közé sorolható. A Levéltárt az SZTA Elnökségének a 139. számú határozatával 1963. január 1-én alapították meg. Az Akadémia Elnökségének Hivatalából és a Szlovák Tudományos Akadémia keretében működő egyes tudományos intézmények tevékenységéből keletkező iratanyagok gyarapodása miatt szükségessé vált a Levéltár létrehozása, hogy biztosítva legyen az említett iratanyag gyűjtése, tárolása, őrzése, levéltári feldolgozása és azt követő kutathatósága is. Az eredeti neve "Szlovák Tudományos Akadémia Levéltára" volt, és 1972. február 1-jétől az SZTA Elnökségének 287-es számú határozatával átnevezték az "SZTA Központi Levéltárává". 1985. január 1. és 1987. július 1. között a Levéltár az SZTA Információs Központjának részeként működött. Azután a Levéltár ismét önálló intézménnyé vált. 2018. május 1-je óta a Levéltár az SZTA újonnan létrehozott Közös Intézmények Központjába lett beolvasztva, és annak szervezeti egysége lett. 

## A Levéltár vezetői, igazgatói és munkatársai
A Szlovák Tudományos Akadémia Levéltárának megalakulása után néhány évig csak egy munkatársa volt, Dušan Dúbrava, aki egyben a levéltár vezetőjének pozícióját is betöltötte. 1968 végén Richard Marsina történész-levéltárost nevezték ki a levéltár külső igazgatójává. Ebben az időszakban kezdték a levéltárt felvirágoztatni szakmai tudásukkal és munkájukkal kiváló levéltárosok, mindenekelőtt Alexandra Marčeková, Jozef Klačka és Lýdia Kamencová (Ivan Kamenec, szlovák történész felesége volt), akik több mint négy évtizeden át az Akadémia levéltárában munkálkodtak. Dr. Jozef Klačka 1978–1999 között a levéltár igazgatója volt.
| 1. | Dušan Dúbrava             | 1963–1968 |
| 2. | Richard Marsina           | 1968–1978 |
| 3. | Jozef Klačka              | 1978–1999 |
| 4. | Ivan Mrva                 | 1999–2003 |
| 5. | Ľudmila Nemeskürthyová    | 2003–2015 |
| 6. | Jana Gubášová Baherníková | 2015–     |

## Fordítás
Ez a szócikk részben vagy egészben  az   Ústredný archív Slovenskej akadémie vied című szlovák Wikipédia-szócikk ezen változatának fordításán alapul.  Az eredeti cikk szerkesztőit annak laptörténete sorolja fel. Ez a jelzés csupán a megfogalmazás eredetét és a szerzői jogokat jelzi, nem szolgál a cikkben szereplő információk forrásmegjelöléseként.